# Berlin, Maryland
Berlin är en stad i Worcester County i den amerikanska delstaten Maryland med en yta av 5,7 km² och en folkmängd, som uppgår till 3 941 invånare (2000). 
Tidigare vicepresidenten Spiro Agnew avled i Berlin år 1996.